# Charles Amédée Philippe van Loo
Pour les autres membres de la famille, voir Van Loo.
Charles Amédée Philippe van Loo, né le 25 août 1719 à Rivoli (Italie), et mort le 15 novembre 1795 à Paris, est un peintre français.

## Biographie
Il étudie la peinture auprès de son père Jean-Baptiste van Loo à Turin et Rome. Deux de ses frères, François van Loo (1708-1732) et Louis-Michel van Loo (1707-1771) sont également peintres.
Il est aussi le neveu du peintre Charles André (Carl ) Van Loo, puisque son père Jean-Baptiste est le frêre aîné de Carl.
En 1738, Charles Amédée Philippe van Loo obtient le prix de Rome puis, après un passage à Aix-en-Provence, il s'installe à Paris en 1745. En 1747, il est admis à l'Académie royale de peinture et de sculpture. La même année, il épouse sa cousine, Marie-Marguerite Lebrun, fille du peintre Michel Lebrun.
Il est nommé professeur de peinture à l'École des beaux-arts de Paris le 7 juillet 1770, confirmé le 30 novembre 1794. Successeur de Charles Natoire à ce poste, il sera remplacé par Jean-Baptiste Regnault en 1807.

## Élèves
- Alexandre Kucharski (1741-1819), peintre polonais

## Œuvres dans les collections publiques
Aux États-Unis
- Washington, Washington National Gallery :
  - Les Bulles de savon, 1764, huile sur toile ;
  - La Lanterne magique, 1764, huile sur toile ;

En France
- Dijon, musée des beaux-arts : Le Vœu de Jephté, 1785, huile sur toile[3] ;
- Draguignan, musée des Beaux-Arts Jeune fille dévidant dans un salon ; Jeune fille faisant de la broderie dans un salon  1774
- Grenoble, musée de Grenoble : Une Bacchante jouant du triangle, huile sur toile[4] ;
- Fontainebleau, château de Fontainebleau, chapelle de la Trinité : Le Denier de César, huile sur toile ;
- Nice, Musée des Beaux-Arts : Usages et modes du Levant, diptyque, huiles sur toile

En Russie
- Peterhof, palais de Peterhof : Portrait de l’impératrice Élisabeth Petrovna, 1760, huile sur toile ;
- Saint-Pétersbourg, musée de l'Ermitage : Élisabeth Ire de Russie, 1760, huile sur toile ;

## Galerie

Œuvres de Charles Amédée Philippe van Loo
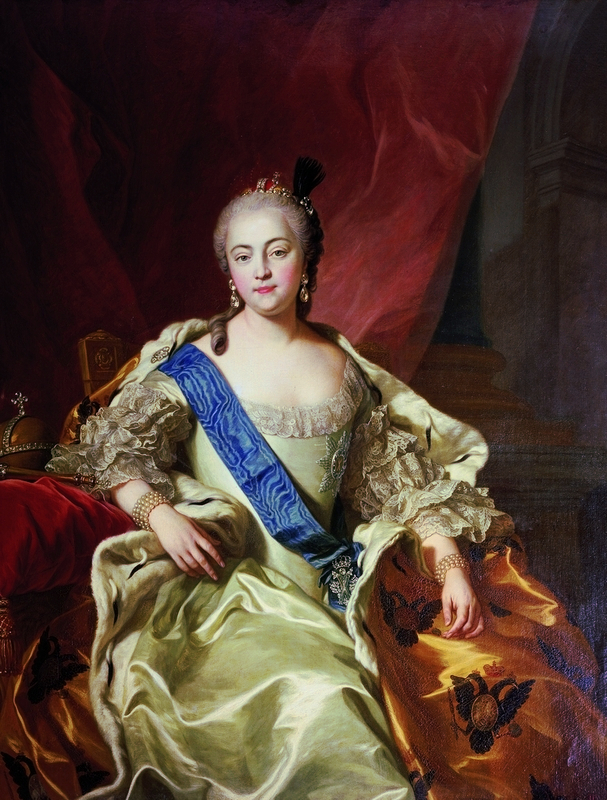
Portrait de l’impératrice Élisabeth Petrovna (1760), palais de Peterhof.
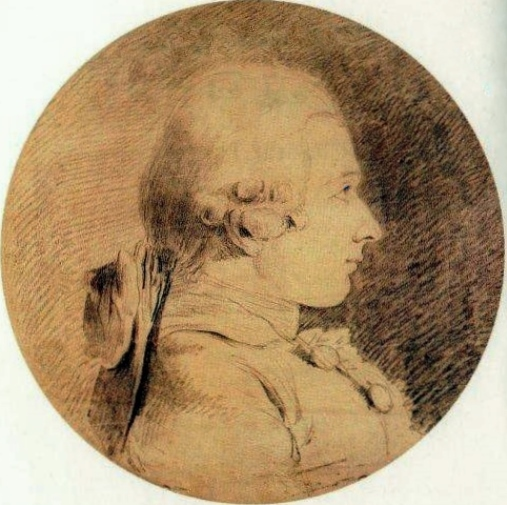
Portrait en buste du jeune marquis de Sade (1760-1762), collection particulière[5].
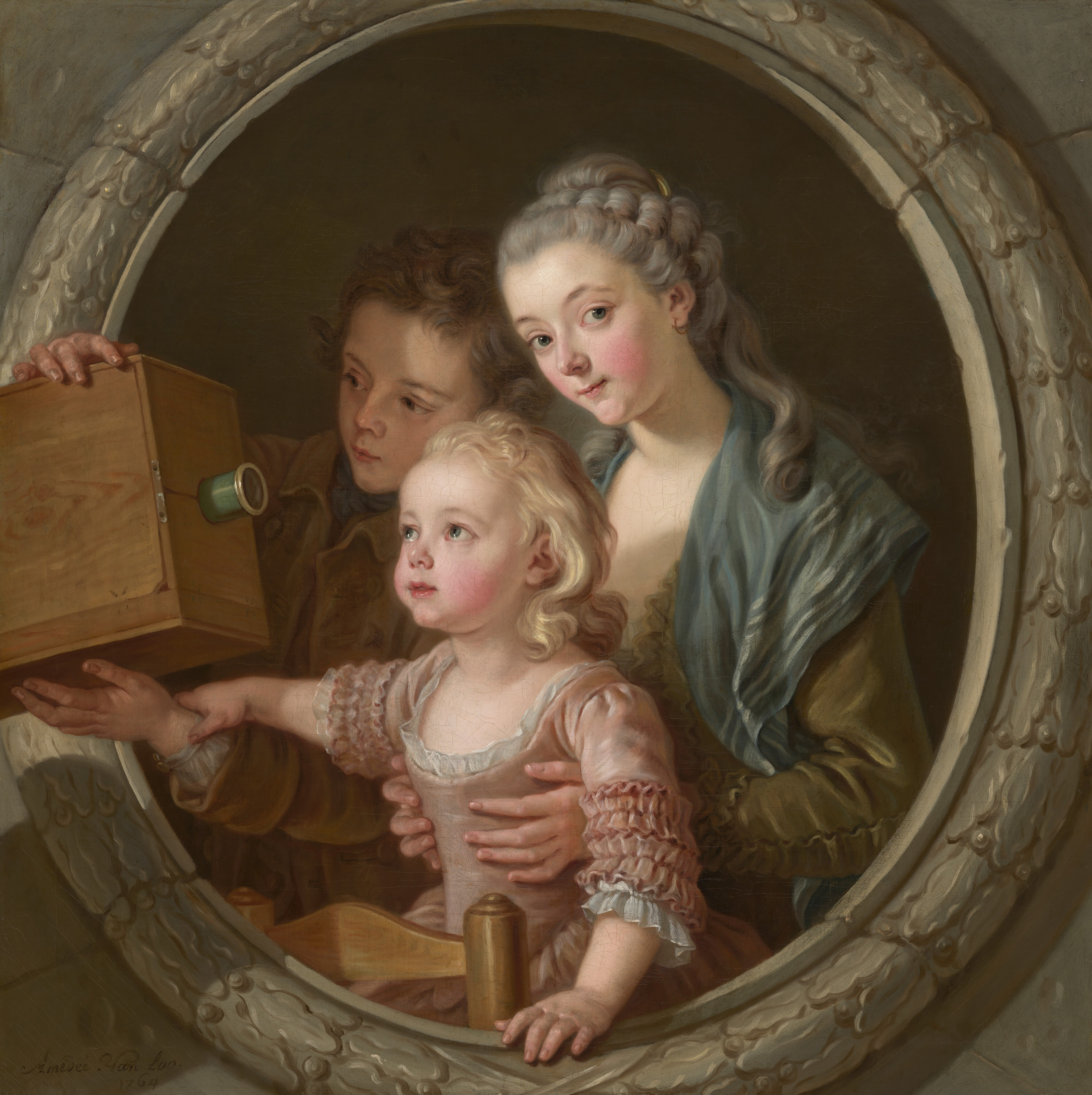
La Lanterne magique (1764), Washington National Gallery.
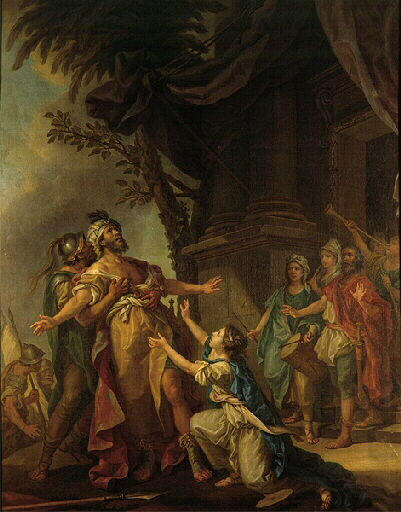
Le Vœu de Jephté (1785), musée des beaux-arts de Dijon.
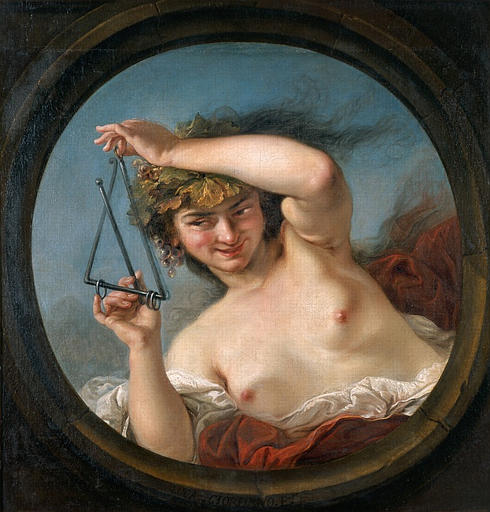
Une Bacchante jouant du triangle, musée de Grenoble.